# ریکا اوسامی
ریکا اوسامی (宇佐美 里 香، اوسامی ریکا، متولد ۲۰ فوریه ۱۹۸۶) یک ورزشکار ژاپنی در کاراته شیتو ریو است که بیشتر به خاطر پیروزی خود در مسابقات جهانی کاراته ۲۰۱۲ به شهرت رسید.

## اوایل زندگی
اوسامی در ۲۰ فوریه ۱۹۸۶ در توکیو ژاپن متولد شد. وی در مصاحبه ای گفته بود که در ۱۰ سالگی، پس از دیدن مبارزه یک زن کاراته کا در تلویزیون، کاراته را شروع کرد. برادر بزرگتر او پیشتر کاراته را شروع کرده بود به همین دلیل وقتی اوسامی تصمیم گرفت شروع به تمرین کاراته کند، به او کمک زیادی کرد.
اولین مسابقات کاراته او در مدرسه ابتدایی بود، زمانی که کمربند سبز داشت و ۱۲ ساله بود. او تا ۱۵ سالگی در مسابقات بزرگ شرکت نکرد. اوسامی برای اولین بار در ۱۷ سالگی در مسابقات قهرمانی ملی دبیرستان‌ها، در یک تورنمنت بزرگ موفقیت کسب کرد.